# Mníšek u Liberce
Mníšek u Liberce – stacja kolejowa w miejscowości Mníšek, w powiecie Liberec w kraju libereckim, w Czechach. Znajduje się na linii kolejowej 037 Liberec - Zawidów, na wysokości 400 m n.p.m.. 

## Linie kolejowe
- 037: Liberec - Zawidów